# Han Sui
 (décembre 2018).
Protecteur impérial de la province de Bing vers la fin de la dynastie Han et frère de sang de Ma Teng. Dès l’an 184, Han Sui fut contraint, notamment par les tribus Qiang, de se rebeller contre le gouvernement central des Han afin de mettre un terme à son contrôle sur la province de Liang. Il fut donc placé, avec Bian Zhang, parmi les leaders du mouvement et menèrent des raids contre les forces impériales. À la suite d'une défaite contre Dong Zhuo en l’an 185, ils furent assiégés dans la ville de Yuzhong, mais réussirent toutefois à faire lever le siège en coupant la ligne de ravitaillement ennemie.
Plus tard, en l’an 187, Han Sui tua Bian Zhang et plusieurs autres et prit possession de leurs armées, se retrouvant ainsi à la tête de 100 000 hommes. Il reçut ensuite l’appui de plusieurs leaders de la région, dont celui de Ma Teng, mais une lutte au pouvoir éclata parmi eux et vint affaiblir graduellement leur force. Par après, lorsque Dong Zhuo entra à Chang'an, Han Sui vint se ranger à ses côtés, puis après la mort de celui-ci, alors Protecteur Impérial de la province de Bing, il suivit Ma Teng, avec lequel il fit serment de fraternité. Ils menèrent ensemble une attaque contre Li Jue et Guo Si. L’attaque s’avéra toutefois un échec et Han Sui put mener à bien sa retraite grâce à la complicité de son ennemi Fan Chou.
De retour dans la province de Liang, Han Sui et Ma Teng représentèrent une importante menace pour Cao Cao pendant plusieurs années. En l’an 211, en réponse à une large mobilisation de troupes de Cao Cao vers l’ouest, Han Sui et Ma Chao se rebellèrent et prirent possession de la Passe de Tong. Cependant, une ruse de Jia Xu vint installer le doute entre les deux alliés et la bisbille vint affaiblir leurs forces.
En l’an 214, il subit avec ses alliés Qiang d’importantes défaites devant Xiahou Yuan dans le district de Hanyang. Han Sui fut tué en l’an 215 par les leaders des districts de Xiping et de Jincheng et sa tête fut envoyée à Cao Cao.